# Zigarettenetui

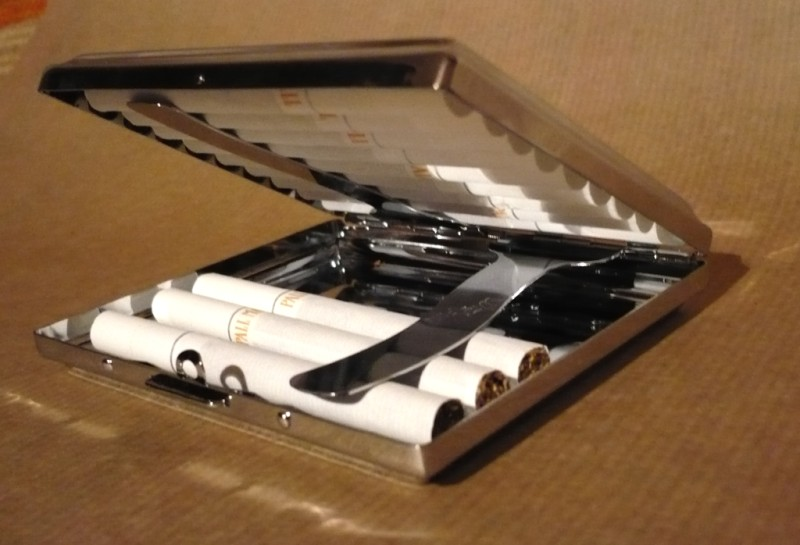
Zigarettenetui aus Aluminium

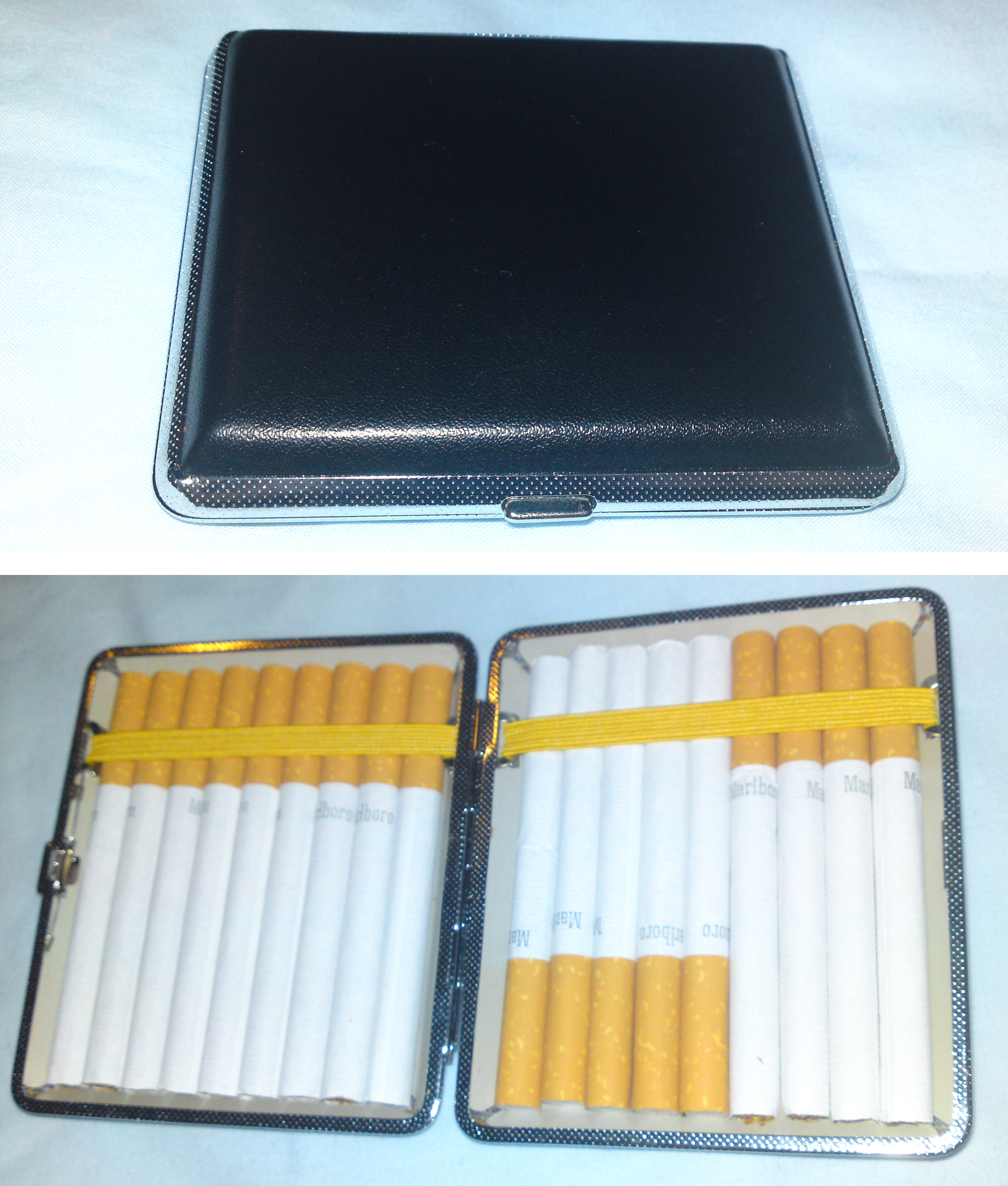
Ein Zigarettenetui in schwarzem Leder mit Silbereinfassung, bei welchem man die Außen- und die mit Zigaretten gefüllte Innenseite sieht

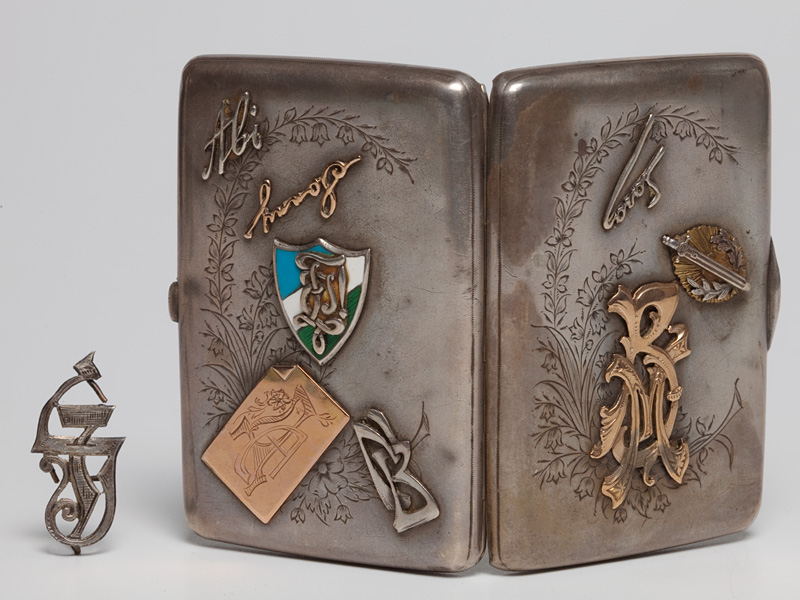
Zigarettenetui mit Zirkel der Basler Studentenverbindung Jordania, in der Sammlung des Jüdischen Museums der Schweiz

Ein Zigarettenetui, auch Zigarettenbox genannt, ist ein hartes Behältnis, typischerweise aus Metall, welches dazu dient, eine kleine Zahl an Zigaretten aufzubewahren und vor dem Zerdrücken zu schützen. Heutzutage werden Zigarettenetuis auch teilweise aus Kunststoff hergestellt.

## Form und Verwendung
In seiner einfacheren Form ist es eine flache Metallbox, welche ungefähr eine Zigarettenlänge lang ist und sich an ihrer Querseite mit Scharnieren symmetrisch aufklappen lässt, wobei jede Seite eine Reihe von Zigaretten aufnehmen kann. Diese werden durch eine Feder oder ein Gummiband an ihrem Platz gehalten.
Typische Zigarettenetuis in den USA der 1920er bis 1930er konnten 50 Zigaretten gleichzeitig aufnehmen, daher die englische Bezeichnung flat fifties ‚flache fünfzig‘.
Eine andere typische Version sind formstabile Behältnisse zum Verwahren der standardisierten Zigarettenpackungen. Darüber hinaus besteht eine Vielzahl an Patenten über erweiterte Zigarettenetuis, beispielsweise mit eingebautem Aschenbecher oder auch mit Mobiltelefonhülle.
Innerhalb der Rauchkultur können Zigarettenetuis durchaus auch Accessoires oder Statussymbole darstellen. Als solche werden sie aus Edelmetallen, hauptsächlich Silber, Gold und Platin, hergestellt und mit künstlerischen Gravuren, Monogrammen oder auch Edelsteinen versehen.
Peter Carl Fabergé, der hauptsächlich für die Fabergé-Eier bekannt ist, fertigte auch erlesene Etuis aus Gold und Edelsteinen für die Zarenfamilie. Manche davon, (v. a. jene die Danielle Steel besitzt) sind laut Schätzungen bis zu € 18.000 wert. Alternativ können Etuis auch mit Leder bezogen sein.
Die weitbekannten silbernen Zigarettenetuis sind in den meisten Fällen nur verchromt, obwohl auch versilberte und solche aus poliertem Aluminium neben den echten Silbernen existieren.
Zigarettenetuis waren in früheren Zeiten recht populär bei Soldaten und viele Veteranen des Ersten und Zweiten Weltkrieges (u. a. James Doohan) behaupteten, dass ihnen die Etuis das Leben gerettet hätten, in dem sie Projektile stoppten.
Im Jahr 2003 wurde in der EU ein Anstieg des Bedarfs an Zigarettenetuis verzeichnet, was sich auf die Einführung der schwarzumrandeten Warnhinweise auf den Zigarettenschachteln zurückführen lässt (z. B. „Raucher sterben früher“ etc.), welche durch eine EU-Richtlinie im Januar 2003 eingeführt wurden und durch das Umfüllen der Zigaretten in Zigarettenetuis gemieden werden können. Im Jahr 2016 gab es erneut eine Steigerung der Nachfrage nach Zigarettenetuis, was sich auf die Einführung sogenannter „Schockbilder“ auf den Vorder- und Rückseiten von Zigarettenschachteln zurückführen lässt. Die 42 Schockbilder hat die EU in Anhang II der Richtlinie 2014/40/EU des Europäischen Parlaments und des Rates festgelegt.
Auf Grund ihrer Kompaktheit und der Tatsache, dass sie in eine Hosentasche passen, werden Zigarettenetuis oft verwendet, um kleine Gegenstände zu verstauen oder zu verbergen.

## Zigarettenetuis in der Populärkultur
- In manchen Filmen der James-Bond-Reihe ist Bond mit Spionagezugehör ausgestattet, welches in einem Zigarettenetui verborgen ist.
- Francisco Scaramanga, der Antagonist im Film Der Mann mit dem goldenen Colt setzt sein Markenzeichen, eine goldene Pistole, aus einem Feuerzeug, einer Füllfeder und einem Zigarettenetui zusammen.
- Im Film Chinatown führt der Protagonist J. J. Gittes ein Zigarettenetui mit sich.
- Im Film Titanic verwendet der Kammerdiener, Mr. Lovejoy, ein Zigarettenetui.
- Im Bollywood-Film Don wird Jasjit, einer der männlichen Protagonisten, mit einem bewaffneten Raubüberfall in Verbindung gebracht, nachdem er sein maßgefertigtes, ornamentiertes Zigarettenetui im Auto fallen lässt.